# 皮奥伊州圣布拉斯
皮奥伊州圣布拉斯（葡萄牙語：São Braz do Piauí）是巴西皮奥伊州的一个市镇。总面积604.081平方公里，总人口4317人，人口密度7.1人/平方公里。